# 里克·米切尔
里克·米切尔（英語：Rick Mitchell，1955年3月24日—2021年5月30日），澳大利亚男子田径运动员。他曾代表澳大利亚参加1976年、1980年和1984年夏季奥林匹克运动会田径比赛，其中1980年奥运会获得一枚银牌。